# Đội đặc nhiệm phố Baker
Đội đặc nhiệm phố Baker (tiếng Anh: Baker Street irregulars) là nhóm nhân vật hư cấu xuất hiện trong tác phẩm Những cuộc phiêu lưu của Sherlock Holmes.

## Lai lịch

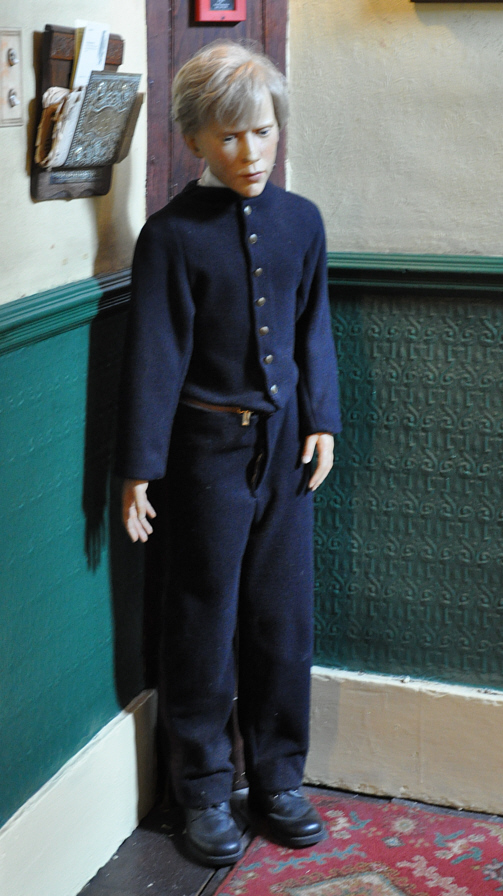
Baker Street irregulars. Sherlock Holmes Museum, Baker Street, London.

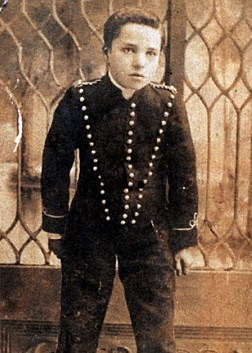
Charlie Chaplin năm 15 tuổi, vai cậu bé bán báo Billy trong kịch Sherlock Holmes.

Đội đặc nhiệm phố Baker gồm số lượng không xác định các trẻ em đường phố London, ngoài ra còn có bồi bàn, hầu phòng, người canh cổng, lao công quét rác... độ trung niên. Những người này được Sherlock Holmes dùng vào mục đích điều tra lí lịch các nhân vật liên quan đến án kiện mà ông theo đuổi. Mặt khác, họ cũng kiêm vai trò cung cấp tin tức nóng hổi, thậm chí trước cả khi công chúng biết, cho Holmes.
Ở một số tập, những người này còn tiếp lương cho Sherlock Holmes khi ông bận phá án và giấu tung tích. Họ được ông trả công xứng đáng và đôi khi nhận ở ông ơn nghĩa nào đó khi dính líu đến các hành vi phạm tội. Đối với bọn trẻ, Holmes thường gọi đùa chúng là các quý ông (gentlemen, mister...).
Hình thức truyền tin của những người này rất đa dạng: Đánh dây thép, gửi thư gói trong cục đá liệng qua cửa, đến tận 221B phố Baker để truyền đạt...
| “           | Thậm chí tôi quên khuấy một bưu tá London tầm thường trông như nào rồi. Cứ hễ nhận thư cho ông là tôi lại phát bực. Lúc do kẻ rách rưới mang đến, khi bay qua cửa sổ với cục đá, hoặc đận huynh ông Mycroft gửi điện tín qua một người sang trọng như thể ở điện Buckingham trờ tới. Lại ban sớm có tên tóc râu bờm xờm nhét qua khe cửa một tờ phiếu. Mà mới chốc trước khi các ông dậy, có gã đâu xộc vào, càu nhàu cái gì không sao hiểu nổi, rồi ném phong bì vào tay tôi và chạy mất. Theo tôi, chắc có bom đấy. Tôi nản ông Holmes lâu rồi. Còn ông thôi, bác sĩ ạ ! | ” |
| — Bà Hudson | |   |

### Thành viên
- Wiggins
- Cartwight
- Karen Anderson[5]
- Poul Anderson
- Curtis Armstrong[6]
- Isaac Asimov
- William S. Baring-Gould[7]
- Anthony Boucher[7]
- Jan Burke[7]
- Dana Cameron[5]
- Bert Coules[8]
- August Derleth[9]
- Michael Dirda[10]
- Frederic Dorr Steele
- Lyndsay Faye[11]
- Robert L. Fish[9]
- Neil Gaiman[12]
- John Gardner[5]
- Richard Lancelyn Green[13]
- Michael Harrison[14]
- Laurie R. King[7]
- Leslie S. Klinger[5]
- Edith Meiser[15]
- Nicholas Meyer[5]
- David F. Musto[16]
- Otto Penzler[5]
- Ellery Queen
- Michael J. Quigley[17]
- Franklin D. Roosevelt (honorary)[18]
- Richard B. Shull[19]
- Vincent Starrett
- Daniel Stashower[20]
- Frederic Dorr Steele[21]
- Rex Stout
- Eve Titus[22]
- Harry Truman (honorary)[18]
- J. N. Williamson[5]
- Douglas Wilmer[5]

### Hành trạng
- Cuộc điều tra màu đỏ[23]
- Chiếc nhẫn tình cờ[24]
- Con chó săn nhà họ Baskerville[25]
- Tai tiếng xứ Bohemia[10]

## Ảnh hưởng
- The Special Operations Executive (SOE), tasked by Winston Churchill to "set Europe ablaze" during World War II, had its headquarters at 64 Baker Street and was often called "the Baker Street Irregulars"[26] after Sherlock Holmes's fictional group.
- Hazel Meade's troop of children serve as couriers and lookouts in the "Baker Street Irregulars" during the lunar revolution of Robert A. Heinlein's The Moon is a Harsh Mistress (1966).
- Terrance Dicks wrote The Baker Street Irregulars series of ten children's novels, starting in 1978.
- Two BBC television series have been made starring the Irregulars: The Baker Street Boys (1983) and Sherlock Holmes and the Baker Street Irregulars (2007).
- The sci-fi series Sherlock Holmes in the 22nd Century features a trio of children who aid Holmes as the new Baker Street Irregulars, and are even led by a boy named Wiggins (who may or may not be a descendant of the original).
- The Irregulars appear as the main characters in Sherlock Holmes and the Baker Street Irregulars: The Fall of the Amazing Zalindas, a 2006 novel by Tracy Mack and Michael Citrin. Wiggins is again the leader. Other major characters include Ozzie, a scrivener's apprentice; Rohan, an Indian boy; Elliot, from an Irish tailor's family; Pilar, a Gypsy girl; and little Alfie. The Irregulars help solve the mysterious deaths of three tightrope walkers at a circus.
- Graphic novels featuring the characters include The Irregulars from Dark Horse Comics (ISBN 978-1-59307-303-9),[27] and Les Quatre de Baker Street (ISBN 9782749304373)[28] (republished in English as The Baker Street Four by Insight Editions).[29] A series of four graphic novels by Tony Lee and artist Dan Boultwood was released in 2011.[30]
- The group is mentioned briefly in the Doctor Who episode "Hide" as the Eleventh Doctor discusses the involvement of Professor Palmer in the Special Operations Executive.[31]
- The Baker Street Irregulars are mentioned in Douglas Preston and Lincoln Child's Agent Pendergast novel, White Fire. During the plot of the novel, Agent Pendergast teams up with a fictional member of the group to find a "lost" Sherlock Holmes story entitled "The Adventure of Aspern Hall".
- Variations of the Irregulars can be found in the modern-day remakes Sherlock (set in London) and Elementary (set in New York). In Sherlock, the "Irregulars"—although never named as such—are various homeless people scattered around London, who provide Sherlock with information and observe his targets in exchange for money and food; they also assisted him in faking his death during his final confrontation with Moriarty. In Elementary, by contrast, the "Irregulars" are an assortment of experienced adults in certain fields that Holmes calls on for insight when his own knowledge of a subject proves inadequate to the current case; members depicted to date include a mathematician, a meteorologist, an expert in Greek myth and literature (Ms. Hudson, who is an "official" muse for wealthy men when not working with Sherlock) a man with a particularly keen sense of smell, and a teenage hacker (In Elementary, Sherlock also associates with a hacktivist group known as 'Everyone' when he needs to look up key information on short notice, but this interaction commonly involves him humiliating himself in exchange for a favour from Everyone, such as singing "Let It Go" on YouTube in a dress or defending the Jacob/Bella relationship at a Twilight convention).